# Tangaye (Gourcy)
Pour les articles homonymes, voir Tangaye.
Tangaye est une commune rurale située dans le département de Gourcy de la province du Zondoma dans la région Nord au Burkina Faso.

## Géographie
Tangaye se trouve à environ 10 km au nord-est du centre de Gourcy, le chef-lieu du département, et de la route nationale 2.

## Économie
L'économie de Tangaye repose essentiellement sur l'agriculture et l'élevage.

## Santé et éducation
Tangaye accueille un centre de santé et de promotion sociale (CSPS) tandis que le centre médical (CM) de la province se trouve à Gourcy.
Léléguéré possède une école primaire et depuis 2013 un collège d'enseignement général (CEG) créé avec l'aide du fonds chrétien pour l'enfance du Canada (CCFC) en collaboration avec l'église des assemblées de Dieu du Burkina.